# Ioannis Granitsiotis
Ioannis „Giannis“ Granitsiotis (griechisch Ιωάννης „Γιάννης“ Γρανιτσιώτης; * 6. Februar 2002) ist ein griechischer Leichtathlet, der sich auf den Sprint spezialisiert hat.

## Sportliche Laufbahn
Erste internationale Erfahrungen sammelte Ioannis Granitsiotis im Jahr 2018, als er bei den U20-Balkan-Hallenmeisterschaften in Sofia im Finale über 60 Meter disqualifiziert wurde. Im Jahr darauf kam er beim Europäischen Olympischen Jugendfestival (EYOF) in Baku im 100-Meter-Lauf nicht ins Ziel und 2021 kam er bei den U20-Weltmeisterschaften in Nairobi mit 21,83 s nicht über den Vorlauf über 200 Meter hinaus. Zudem belegte er mit der griechischen 4-mal-100-Meter-Staffel in 40,07 s den sechsten Platz. 2023 wurde er bei der 1. Liga der Team-Europameisterschaft im Zuge der Europaspiele in Chorzów in 21,18 s Dritter im B-Lauf über 200 Meter und gelangte mit der Staffel mit 39,34 s auf Rang vier im B-Lauf. Anschließend wurde er bei den U23-Europameisterschaften in Espoo in der ersten Runde im 200-Meter-Lauf disqualifiziert und belegte mit der Staffel in 39,09 s den vierten Platz. Kurz darauf gewann er mit der Staffel in 39,52 s die Silbermedaille bei den Balkan-Meisterschaften in Kraljevo hinter dem türkischen Team.
2022 wurde Granitsiotis griechischer Meister im 200-Meter-Lauf.

## Persönliche Bestleistungen
- 100 Meter: 10,44 s (−0,4 m/s), 4. Mai 2018 in Marrakesch
  - 60 Meter (Halle): 6,85 s, 26. Januar 2018 in Piräus
- 200 Meter: 20,84 s (−2,0 m/s), 26. Juni 2022 in Thessaloniki